# Be happy!
Be happy! es una película musical de 2019 dirigida por Ventura Pons. El 26 de junio de 2020 se estrenó el doblaje en catalán en TV3. Es el primer musical de Pons, rodado entre Londres y Mallorca, y cuenta con canciones de Lluís Llach y Maria del Mar Bonet interpretadas en inglés. Actúan Toni Vallès, Billy Cullum, Sian Phillips, Minnie Marx, Mathew White y Vicky Peña, entre otros.

## Argumento
Los MGMC actúan en Londres. Van Peter, psiquiatra freudiano casado con el finlandés Mika; David, joven británico gay que vive en Bañolas, adicto a Grindr, y la Coco Lamour, actriz francesa de París. Peter es muy amigo de Maria, también psiquiatra freudiana, y de Betsy, la madre de David, que vive en Cadaqués. Maria hace un viaje para pasar unos días con Betsy. David trabaja en una compañía informática de Gerona que dirige una joven india, Usha, muy talentosa y que pasa una crisis grande con su pareja, Daniel, mallorquín que vive en Barcelona. Albert es un famoso escritor británico retirado en Bagur pasando el duelo por la pérdida de su pareja. Gilda, una gran actriz medio escocesa, medio alemana, vive en Mallorca y es muy amiga de Joan Laínez y de los MGMC. En casa de ella cada día es una fiesta. Todos están preocupados por la historia del mal de amor de los muchachos jóvenes. Pero, como dice Shakespeare "Todo lo bueno, termina bien".

## Reparto
- Toni Vallès
- Billy Cullum
- Sian Phillips
- Minnie Marx
- Mathew White
- Vicky Peña